# Joseph Otto Kolb

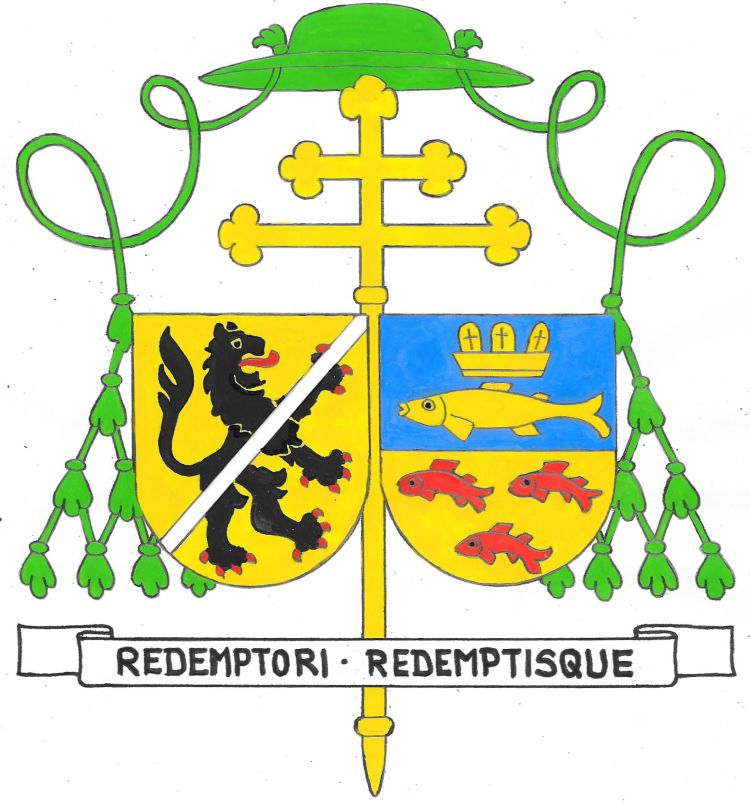
Wappen als Erzbischof von Bamberg

Joseph Otto Kolb (* 9. August 1881 in Seßlach; † 29. März 1955 in Bamberg) war von 1943 bis 1955 Erzbischof von Bamberg.

## Leben
Joseph Otto Kolb besuchte als Zögling des erzbischöflichen Knabenseminars Ottonianum das Neue Gymnasium in Bamberg und legte dort 1901 das Abitur ab. Danach studierte er ab 1901/02 Philosophie und Theologie an der Universität Innsbruck und setzte das Studium 1902–1905 an der Philosophisch-Theologischen Hochschule in Bamberg fort. Nach seiner Priesterweihe am 30. Juli 1905 in Bamberg war er zunächst bis September 1907 Kaplan in Schlüsselfeld und anschließend als Pfarrer an der Schlosskirche Bayreuth tätig. Im September 1911 wurde er zum „Inspektor“ (Direktor) des erzbischöflichen Knabenseminars Ottonianum ernannt. Mit dieser Tätigkeit war die Stelle eines nebenamtlichen Religionslehrers am Neuen Gymnasium in Bamberg verbunden. Vom 1. Februar 1924 bis zu seiner Berufung in das Metropolitankapitel in Bamberg am 1. Juli 1935 hatte er die Pfarrei St. Elisabeth in Nürnberg inne.
Kolb wurde am 10. August 1935 von Papst Pius XI. zum Titularbischof von Velicia und gleichzeitig zum Weihbischof in Bamberg ernannt. Die Bischofsweihe spendete ihm am 13. Oktober 1935 der Erzbischof von Bamberg Johann Jakob von Hauck. Mitkonsekratoren waren Ludwig Sebastian, Bischof von Speyer, und Matthias Ehrenfried, Bischof von Würzburg. Papst Pius XII. ernannte ihn am 26. Januar 1943, bereits drei Tage nach dem Tod seines Vorgängers, zum Erzbischof von Bamberg. Die Amtseinführung fand am 9. Mai 1943 statt. Kolb blieb Erzbischof von Bamberg, bis er 1955 im Alter von 73 Jahren starb.
Er begründete die St.-Joseph-Stiftung für kirchlichen sozialen Wohnungsbau und leitete das Erzbistum während der Zeit des Nationalsozialismus. Er war seit 1901 Mitglied der katholischen Studentenverbindung AV Austria Innsbruck.

## Ehrungen
- 1946: Ehrenbürger von Bamberg
- 1948: Ehrenbürger von Seßlach
- 1953: Großes Verdienstkreuz mit Stern und Schulterband der Bundesrepublik Deutschland
- 1953: Ehrendoktorwürde in Theologie von der Universität Innsbruck